# Andrychów (gromada)
Andrychów – dawna gromada, czyli najmniejsza jednostka podziału terytorialnego Polskiej Rzeczypospolitej Ludowej w latach 1954–1972.
Gromady, z gromadzkimi radami narodowymi (GRN) jako organami władzy najniższego stopnia na wsi, funkcjonowały od reformy reorganizującej administrację wiejską przeprowadzonej jesienią 1954 do momentu ich zniesienia z dniem 1 stycznia 1973, tym samym wypierając organizację gminną w latach 1954–1972.
Gromadę Andrychów z siedzibą GRN w mieście Andrychów (nie wchodzącym w skład gromady) utworzono 31 grudnia 1959 w powiecie wadowickim w woj. krakowskim z obszaru zniesionych gromad Rzyki, Sułkowice i Zagórnik. 
31 grudnia 1961 do gromady Andrychów przyłączono obszar zniesionej gromady Roczyny.
W kwietniu 1969 dla gromady ustalono 27 członków gromadzkiej rady narodowej.
1 stycznia 1970 gromada składała się ze wsi: Roczyny, Rzyki, Sułkowice i Zagórnik.
Gromada przetrwała do końca 1972 roku, czyli do kolejnej reformy gminnej. 1 stycznia 1973 reaktywowano zniesioną w 1954 roku gminę Andrychów.